# Aikijō
 (juillet 2018).
L'aikijō est le nom donné à la pratique du jō (bâton court) dans la branche Iwama ryu de l’aïkido. La codification de l’aikijo a été réalisée par Morihiro Saito.
L’aikijo est différent du jōdō (escrime au jo) : le jodo est essentiellement basé sur des techniques de défense contre un sabre, tandis que l’aikijo a été développé à partir de l'art de la lance Hōzōin-ryū que Morihei Ueshiba avait étudié, avec l'art du Jūkendō ou de la Baïonnette. Ueshiba les a réunis pour le mettre en cohérence avec l'aïkido à mains nues. Il sert à travailler les directions, à faire varier les distances.
Outre les coups et frappes fondamentales, l'enseignement est basé sur des kata et leurs applications, et notamment le « kata des 31 mouvements » (ou « kata 31 »), ainsi que sur les exercices à deux (kumijo).

## Techniques
Dans la position de départ, le jo est vertical, tenu d'une main (main avant), posé sur le sol ; le pied du côté de la main avant est devant ;
- coups d'estoc
  - choku tsuki : le pratiquant abaisse sa main pour la placer au milieu du jo, et fait basculer le bâton, l'extrémité qui était au sol se retrouve dans la main libre (main arrière) ; le jo est poussé par le bras arrière, qui a un mouvement de balancier, et coulisse dans la main avant tandis que le pratiquant avance d'un pas ; le bras avant reste tendu ;
  - ushiro tsuki: le pratiquant est en position d'attente shomen, il glisse la main droite jusqu'au bout du bâton puis il se retourne pour piquer en arrière;
  - gaeshi tsuki : la main libre (droite) saisit le haut du jo, pouce vers le bas, la première main (main gauche) se retrouve avec l'auriculaire vers l'avant ; durant la saisie, le pratiquant tourne ses hanches; le coup se porte de la même manière que précédemment ;
  - ushiro tsuki : la main libre saisit le haut du jo ; le pratiquant pousse le jo avec sa main droite vers l'avant, le jo se place sous le coude gauche. le pratiquant abaisse ses hanches et recule d'un pas en frappant vers l'arrière;
  - tsuki gaedan gaeshi : position de départ jonokamae; le pratiquant effectue un tsuki vers l'avant puis ramène le jo vers l'arriere avec l'intention d'attaquer vers l'avant. il amène son jo à l'horizontale devant lui pour venir frapper vers l'avant au niveau du genou ;
- prise de garde hasso : la garde hasso no gamae est une garde pour laquelle le jo est tenu verticalement sur le côté, les mains au niveau de la tête, pointant vers le haut ; en partant de la position de base, l'extrémité du jo décrit un 8 pour arriver en position hasso

hasso gaeshi, katate gedan gaeshi, katate tooma uchi, katate hachi no ji gaeshi, shomen uchikomi, renzoku uchikomi, jodan gaeshi uchi, tsuki gedan gaeshi,